# Higher Learning – Die Rebellen
Higher Learning – Die Rebellen (Originaltitel: Higher Learning) ist ein US-amerikanisches Filmdrama aus dem Jahr 1995. Regie führte John Singleton, der auch das Drehbuch schrieb und den Film mitproduzierte.

## Handlung
Der Afroamerikaner Malik Williams studiert zusammen mit Kristen Connor und Remy an der fiktiven Columbus University in Kalifornien. Williams erwartet von dem afroamerikanischen Professor Maurice Phipps eine bevorzugte Behandlung, die dieser jedoch nicht gewähren will. Er freundet sich mit einem anderen afroamerikanischen Studenten, Fudge, an. Williams beginnt eine Beziehung mit Deja, die ihm beim Formulieren der Aufsätze hilft.
Kristen Connor lernt Billy kennen. Sie wird während einer Verabredung vergewaltigt und wendet sich an die auf dem Campus aktiven Feministinnen. Connor lernt die in der Gruppe tätige lesbische Taryn kennen, mit der sie sich anfreundet. Sie findet Taryn attraktiv und will sie nach einer Veranstaltung küssen. Taryn stoppt sie und sagt, Connor solle es erst dann tun, wenn sie sich sicher und dazu bereit sei. Die Frauen schlafen einige Zeit später miteinander.
Der aus Idaho stammende Remy fühlt sich verloren. Scott Moss wirbt ihn für eine Gruppe der Skinheads an. Nach einer Prügelei zwischen den Afroamerikanern und den Skinheads organisiert Connor ein Konzert, welches der Versöhnung der ethnischen Gruppen dienen soll. Remy beschießt die Teilnehmer aus einem Präzisionsgewehr und tötet zwei Menschen, darunter Deja. Williams stellt den Täter, er wird jedoch von der aus weißen Beamten bestehenden Campuspolizei verhaftet. Remy wird zunächst irrtümlich freigelassen, später wird er in die Enge getrieben und erschießt sich selbst.
Williams und Connor treffen sich einige Zeit später an der Stelle, wo Deja starb. Connor sagt, sie sei als Organisatorin des Konzerts schuldig am Geschehenen. Williams tröstet sie und sagt, sie solle sich keine Schuld geben. Der Film endet mit dem eingeblendeten Aufruf denkt um!

## Kritiken
James Berardinelli schrieb auf ReelViews, der Film zeige die politischen, sexuellen und rassistischen Untertöne des Universitätslebens. Er versuche, zu viel in zwei Stunden unterzubringen. Die Bösewichte seien eindimensional dargestellt, was die Empfindungen des Publikums verhindere. Die drei Hauptdarsteller würden keine „Fülle“ des Talents demonstrieren, aber sie seien derer Rollen angemessen.
Roger Ebert schrieb in der Chicago Sun-Times vom 11. Januar 1995, der Film sei aus unterschiedlichen Gründen interessant – unter anderen weil er unparteiisch das Leben auf einem Campus zeige. Er biete keine einfachen Antworten. Die „subtile“ Darstellung von Laurence Fishburne sei besonders wirkungsvoll.
Das Lexikon des internationalen Films schrieb, der Film sei eine „engagierte, aufmerksam beobachtende Bestandsaufnahme der Konflikte in der US-amerikanischen Gesellschaft, beispielhaft dargestellt am Campus einer Universität“. Die Episoden würden sich „zu einem irritierend doppelbödigen Spiel“ verbinden, „in dem Campus-Klamauk sich mit erschreckenden Realitätspartikeln“ mische, „was Spannung und Nachdenklichkeit zugleich“ bewirke.

## Auszeichnungen
Laurence Fishburne gewann im Jahr 1996 den Image Award; Ice Cube wurde für den gleichen Preis nominiert.

## Hintergründe
- Der Film wurde in Los Angeles gedreht.[4] Er spielte in den Kinos der USA ca. 38,3 Millionen US-Dollar ein.[5]
- Im Film kommen die Songs Year of tha Boomerang und Tire Me von Rage Against the Machine vor.